# Mesembrina
Mesembrina es un alcaloide presente en Sceletium tortuosum (Kanna). Se ha demostrado que actúa como un inhibidor de la recaptación de serotonina (Ki=7,800nM). y más recientemente, también se ha encontrado que se comporta como un débil inhibidor de la enzima fosfodiesterasa 4 (PDE4) (K i = 7800 nM). Como tal, la mesembrina puede contribuir a los efectos antidepresivos de Kanna. El isómero levógiro, (-).-mesembrina, es la forma natural.